# Bakir Beširević
Bakir Beširević (Orašje, 3 novembre 1965) è un ex calciatore bosniaco con cittadinanza croata, nato in Jugoslavia, di ruolo centrocampista.

## Palmarès

### Competizioni nazionali
- Coppa di Croazia: 1

Osijek: 1998-1999